# Kamassia
Kamassia (Camassia) er flerårige løgvækster med grundstillede, linjeformede blade. Blomsterne findes i endestillede stande på oprette, bladbærende skud, og de er 3-tallige og regelmæssige med hvide, lilla, blåviolette eller purpurrøde blomsterblade. Frugterne er kapsler med mange frø.
| Beskrevne arter |

- Spiselig Kamassia (Camassia quamash)

| Andre arter |

- Camassia angusta
- Camassia cusickii
- Camassia howellii
- Camassia leichtlinii
- Camassia scilloides[1]